# Tourelle de la rue Geoffroy-Herbert
La tourelle de la rue Geoffroy-Herbert est une tour poivrière située à Coutances, en France.

## Localisation
La tourelle est située dans le département français de la Manche, sur la commune de Coutances, au no 4 de la rue Geoffroy-Herbert, à l'angle d'une maison.

## Architecture
La tourelle est inscrite au titre des monuments historiques depuis le 24 juin 1937.